# Chomelia polyantha
Chomelia polyantha là một loài thực vật có hoa trong họ Thiến thảo. Loài này được S.F.Blake mô tả khoa học đầu tiên năm 1924.